# أوغست سور
أوغست سور (29 مايو 1893 – 2 يوليو 1958) هو ملاكم دنماركي راحل، مثّل بلاده في الألعاب الأولمبية الصيفية 1920.

## روابط خارجية
أوغست سور على موقع أوليمبيديا (الإنجليزية)